# Otuđenje (pravo)
Otuđenje se u pravu koristi kao pojam koji označava promjenu vlasnika (zemlje, kuće, automobila, itd). Otuđenje u pravnom smislu može biti kupoprodajom, darovnim ugovorom ili krađom.